# Bell 222
Die Bell 222 (englisch: Bell „Triple Two“) war ein von Bell Helicopter hergestellter zweimotoriger ziviler Hubschraubertyp. Sie wurde ab dem Jahr 1992 durch den optisch sehr ähnlichen Typ 230 abgelöst. Im Jahr 1995 wurde die Produktion aufgrund der Einführung des Nachfolgemodells Bell 430 zur Gänze eingestellt. Eine optisch modifizierte Bell 222 erlangte durch die Fernsehserie Airwolf große Bekanntheit.

## Geschichte
Bell kündigte im Jahr 1974 die Entwicklung des ersten leichten zweimotorigen Zivilhubschraubers der USA an. Der Erstflug des ersten von fünf Prototypen fand am 13. August 1976 statt. Die Produktion wurde im Jahr 1978 aufgenommen und die erste Auslieferung erfolgte im Januar 1980. Im Jahr 1982 wurde der Typ Bell 222B mit stärkeren Triebwerken und größerem Rotor eingeführt und im Jahr 1983 die Bell 222 UT mit starrem Kufenfahrwerk.
Die Version Bell 230 wurde ab dem Jahr 1992 vermarktet und verfügte über stärkere (520 kW) Allison-250-C30G/2-Triebwerke. Die Produktion endete im Jahr 1995 nach 184 Bell 222 und 38 Bell 230, als der Hubschrauber durch die auf seiner Basis entstandene und vergrößerte Bell 430 abgelöst wurde.

## Konstruktion

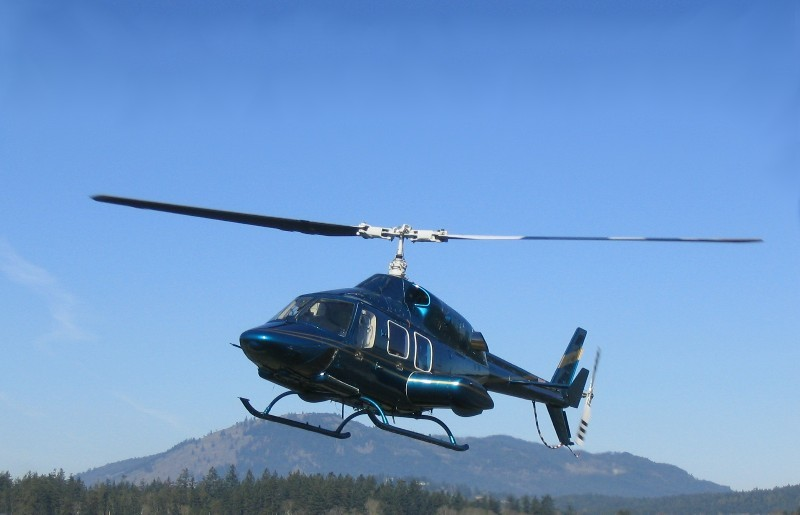
Eine Bell 222-UT mit Landekufen statt Rädern

Die Bell 222B verfügt über ein in die Stummelflügel einziehbares Radfahrwerk, die spezielle UT-Version hingegen über ein Kufenlandegestell. Der Zweiblatt-Hauptrotor besteht aus einer Edelstahl-Glasfaser-Kunstharz-Konstruktion mit Elastomer-Lagern und wird von zwei Turbinen mit etwa 500 kW Leistung angetrieben. Der Zweiblatt-Heckrotor befindet sich auf der linken Seite. Der Hubschrauber besitzt drei Tanks, davon zwei in den Auslegern.
Die Bell 222 kann von ein bis zwei Personen bedient werden und kann insgesamt sieben bis acht Personen aufnehmen.

## Einsatz
In Deutschland wurden Hubschrauber des Typs Bell 222 unter anderem vom Hubschrauber Sonder Dienst eingesetzt. Auch der „Hauptdarsteller“ der Airwolf-Fernsehserie wurde nach dem Ende der Filmarbeiten an den HSD in Deutschland verkauft und flog unter dem Kennzeichen D-HHSD. Allerdings stürzte dieser am 6. Juni 1992 auf dem Rückflug nach dem Krankentransport eines achtjährigen Mädchens während eines Unwetters ab, wobei drei Menschen starben.
Die Bell 222 wird oftmals als sehr elegant aussehend beschrieben und verbreitet als „VIP-Shuttle“ genutzt.

## Technische Daten
| Modell                | 222                                                                               | 222B                                                                              | 222U                                                                              | 230                                                                               |
| --------------------- | --------------------------------------------------------------------------------- | --------------------------------------------------------------------------------- | --------------------------------------------------------------------------------- | --------------------------------------------------------------------------------- |
| Ankündigung           | 1974                                                                              | 1982                                                                              | 1982                                                                              | 1990                                                                              |
| Erstflug              | 13. August 1976                                                                   | 1982                                                                              | 1983                                                                              | 12. August 1991                                                                   |
| Zulassung             | Dezember 1979                                                                     | August 1982                                                                       | April 1983                                                                        | März 1992                                                                         |
| Auslieferung          | 1980                                                                              | 1982                                                                              | 1983                                                                              | November 1992                                                                     |
| Sitzplätze            | Vorne: Pilot + 1 Hinten: 4–6 (je nach Sitztyp) Maximum 8 (Pilot und 7 Passagiere) | Vorne: Pilot + 1 Hinten: 4–6 (je nach Sitztyp) Maximum 8 (Pilot und 7 Passagiere) | Vorne: Pilot + 1 Hinten: 4–6 (je nach Sitztyp) Maximum 8 (Pilot und 7 Passagiere) | Vorne: Pilot + 1 Hinten: 4–6 (je nach Sitztyp) Maximum 8 (Pilot und 7 Passagiere) |
| Höhe                  | 3,56 m                                                                            | 3,56 m                                                                            | 3,71 m                                                                            | 3,56 m                                                                            |
| Rumpflänge            | 12,85 m                                                                           | 12,85 m                                                                           | 12,78 m                                                                           | 12,88 m                                                                           |
| Rotordurchmesser      | 12,2 m                                                                            | 12,80 m                                                                           | 12,80 m                                                                           | 12,80 m                                                                           |
| Länge                 | 15,1 m                                                                            | 15,32 m                                                                           | 15,32 m                                                                           | 15,32 m                                                                           |
| Triebwerke (2 ×)      | Lycoming LTS-101-650C-3                                                           | Lycoming LTS-101-750C                                                             | Lycoming LTS-101-750C                                                             | Rolls-Royce 250-C30G/2                                                            |
| Leistung (2 ×)        | 461 kW                                                                            | 505 kW                                                                            | 505 kW                                                                            | 520 kW                                                                            |
| Höchstgeschwindigkeit | 240 km/h                                                                          | 250 km/h                                                                          | 250 km/h                                                                          | 260 km/h                                                                          |
| Steigrate             | 8,03 m/s                                                                          | 8,79 m/s                                                                          | 8,79 m/s                                                                          | 8,13 m/s                                                                          |
| Dienstgipfelhöhe      | 3900 m                                                                            | 4800 m                                                                            | 4800 m                                                                            | 4700 m                                                                            |
| Stehflughöhe          | 2,750 m                                                                           | 3150 m                                                                            | 3150 m                                                                            | 3800 m                                                                            |
| Tankkapazität         | 710+182 l                                                                         | 710+182 l                                                                         | 710+460 l                                                                         | 710+x l                                                                           |
| Reichweite            | 600 km                                                                            | 700 km                                                                            | 900 km                                                                            | 700 km                                                                            |
| Leermasse             | 2066 kg                                                                           | 2076 kg                                                                           | 2058 kg                                                                           | 2312 kg                                                                           |
| Max. Startmasse       | 3560 kg                                                                           | 3742 kg                                                                           | 3742 kg                                                                           | 3810 kg                                                                           |
| Seriennummern         | 47001–47099 †                                                                     | 47131–47156                                                                       | 47501–47574                                                                       | 23001–23038                                                                       |

Quellen: Airliners.net, Helicopterdirect, Others